# Фредеріка Луїза Прусська
Фредеріка Луїза Прусська (нім. Friederike Luise von Preußen, 29 серпня 1714 — 4 лютого 1784) — прусська принцеса з династії Гогенцоллернів, донька короля Пруссії, маркграфа Бранденбургу, Фрідріха Вільгельма I та британської принцеси Софії Доротеї, дружина маркграфа Бранденбург-Ансбаху Карла Вільгельма Фрідріха.
1737 року фактично розійшлася з чоловіком і решту життя провела в Унтершванінгені.

## Біографія
Народилася 13 березня 1716 року в Берліні. Була шостою дитиною та третьою донькою в родині короля Пруссії та маркграфа Бранденбургу Фрідріха Вільгельма I та його дружини Софії Доротеї Ганноверської. Мала старшого брата Фрідріха та сестру Вільгельміну. Інші діти померли в ранньому віці до її народження. Згодом сімейство поповнилося вісьмома молодшими дітьми, семеро з яких вижили.
Після смерті її старшої сестри Шарлотти Альбертіни принцеса отримала особливу поблажливість і можливість відносно вільно рости. Через це її часто описували як необачну, зі схильністю до різких слів. Її сестра Вільгельміна критикувала її у своїх мемуарах як «примхливу та дрібну істоту». Однак високо оцінила талант і красу Фредеріки Луїзи.

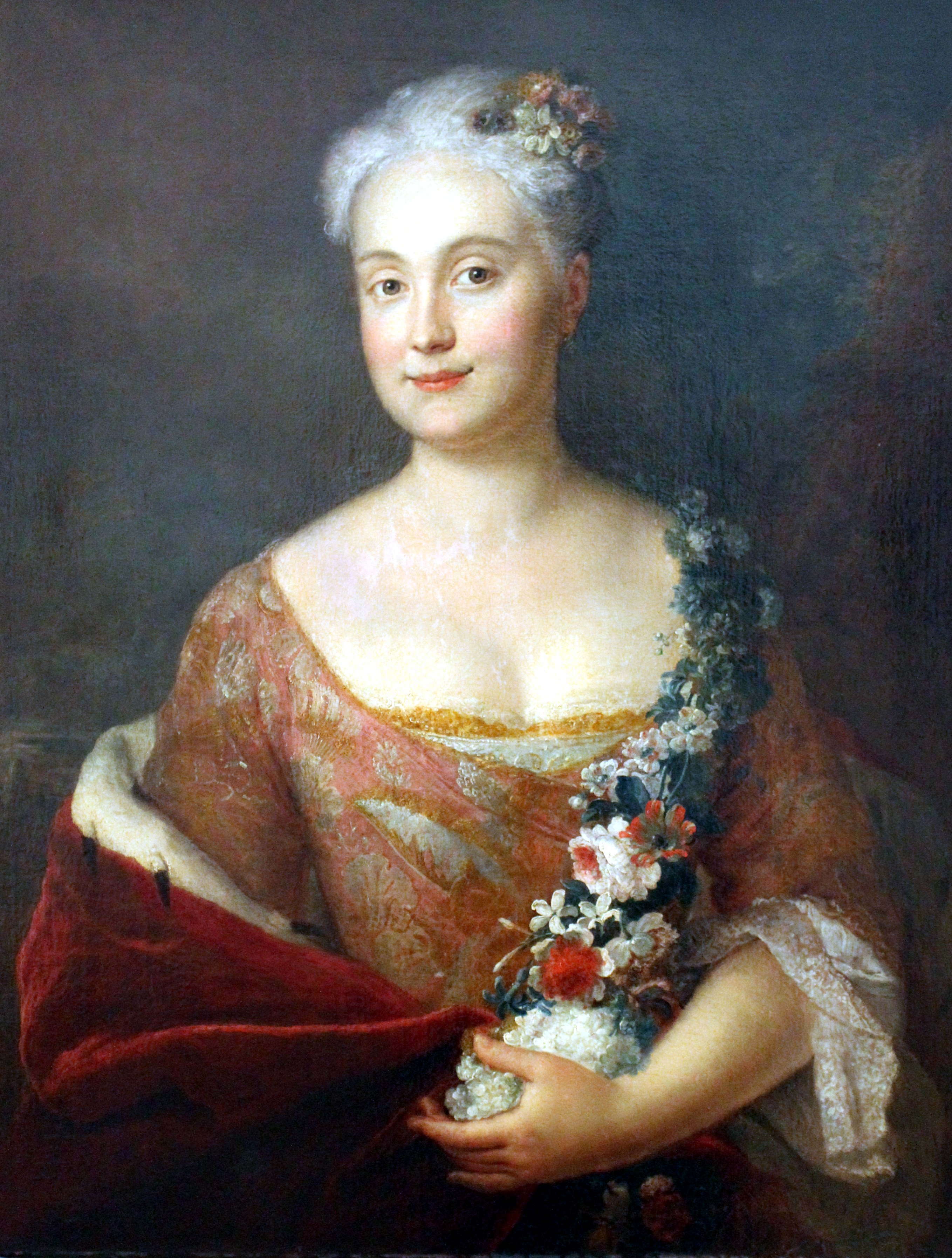
Портрет маркграфині пензля Антуана Пена, Музей образотворчих мистецтв у Лейпцигу

30 травня 1729 року у Берліні у чотирнадцять років  була видана заміж за сімнадцятирічного маркграфа Бранденбург-Ансбаху Карла Вільгельма Фрідріха. Шлюб не був щасливим. Маркграфиня страждала від нападів порфірії, її мучили нудота, блювота і сильні непритомності, під час яких вона здавалася оточуючим мертвою. Коли пара дісталася Ансбаху, «гер маркграф піднявся сходами пішки, а Її Високість несли у розкішному шезлонзі». Фрідріх Великий так коментував подружнє життя сестри у лютому 1732 року: ««...моя ансбаська сестра  та її чоловік ненавидять одне одного як вогонь». На одному з вікон у Ансбахському замку маркграфиня надряпала діамантом «Я страждаю, не наважуючись сказати про це». Втім, у подружжя народилося двоє синів.
Після смерті старшого сина маркграф звинуватив в цьому дружину. Фредеріка Луїза надалі мешкала у замку Унтершванінген, який отримала після народження спадкоємця. В наступні роки вона розширила та художньо його оформила. Після смерті чоловіка у 1757 року до двору Ансбаху не повернулася. Самотність сприяла розвитку у маркграфині депресії. Великах страждань приносила відмова сина у спілкуванні.
Померла о 15:45 4 лютого 1784 року, після хвороби, яка тривала шість тижнів і спершу не вважалася небезпечною. Була похована в усипальні маркграфів у кірсі Святого Губерта у Ансбасі.

## Родина
Чоловік — Карл Вільгельм Фрідріх, маркграф Бранденбург-Ансбаху
Діти:
- Карл Фрідріх (1733—1737) — прожив чотири роки;
- Карл Александр 1736—1806) — останній макграф Бранденбург-Ансбаху та Бранденбург-Байройту до 1791 року, надалі жив як приватна особа, був двічі одруженим, дітей не мав.